# SS Andromedae
SS Andromedae (SS And / HD 218942 / HIP 114507) es una estrella variable situada en la constelación de Andrómeda.
Visualmente se localiza a poco más de 3.º al norte de 3 Andromedae, cerca del límite con la vecina Casiopea.
Se encuentra aproximadamente a 1100 años luz de distancia del sistema solar.
SS Andromedae es una gigante roja luminosa de tipo espectral M6II.
Incluso dentro de las gigantes rojas, es una estrella muy fría —comparable a Ras Algethi (α Herculis), 30 Herculis o EU Delphini—, siendo su temperatura superficial de solo 2920 K.
Su luminosidad bolométrica —no solo en el espectro visible sino también considerando la importante cantidad de energía radiada como luz infrarroja— es 622 veces mayor que la del Sol.
Sin embargo, no es una estrella masiva; se estima que su masa actual es aproximadamente un 11% inferior a la masa solar.
La variabilidad de esta gigante roja fue reseñada por vez primera en 1935 por Ernst Zinner.
Catalogada como variable semirregular pulsante de tipo SRC —al igual que la conocida μ Cephei—, su brillo varía entre magnitud aparente +9,0 y +10,1 a lo largo de un período de 152,5 días.